# Ireneusz Bęc
Ireneusz Bęc (ur. 1959) – polski malarz, pedagog Państwowego Liceum Sztuk Plastycznych w Zakopanem. 

## Życiorys
Absolwent Państwowego Liceum Sztuk Plastycznych w Zakopanem. Studiował na Wydziale Malarstwa Akademii Sztuk Pięknych im. Jana Matejki w Krakowie. Dyplom otrzymał w 1985 w pracowni prof. Jerzego Nowosielskiego. Nauczyciel rysunku i malarstwa w Zespole Sztuk Plastycznych im. A. Kenara w Zakopanem. W 2012 roku obronił pracę doktorską i uzyskał stopień naukowy doktora w dziedzinie sztuk plastycznych. Artysta mieszka w Krakowie.
Wybrane wystawy indywidualne:
- 1985 Galeria Mały Rynek, Kraków
- 1988 BWA, Sandomierz
- 1988 Zakłady Norblina, Warszawa
- 1992 Galeria Res, Kraków
- 1993 BWA, Zakopane
- 1994 Mała Galeria, Nowy Sącz
- 1996 Galeria Pegaz, Zakopane
- 1996 Otwarta Pracownia, Kraków
- 1998 Otwarta Pracownia, Kraków
- 2001 "Frasobliwy, niefrasobliwy" (z Aliną Raczkiewicz-Bęc) Otwarta Pracownia, Kraków
- 2003 Galeria Szara, Cieszyn
- 2004 "Przedwiośnie" Otwarta Pracownia, Kraków
- 2011 "Uwaga ryzyko! - Malarstwo" Galeria Olympia, Kraków[3]
- 2012 „Obrazy” Miejska Galeria Sztuki im. Władysława hr. Zamoyskiego, Zakopane[4]
- 2012 Mała Galeria, Nowy Sącz
- 2013 "Chorągwie" Galeria Antoniego Rząsy, Zakopane[5]

## Życie prywatne
Żonaty z krakowską malarką Aliną Raczkiewicz-Bęc (1958), córka malarka Dominika Bęc (1982).